# Shawn Reaves
 (février 2012).
Si vous disposez d'ouvrages ou d'articles de référence ou si vous connaissez des sites web de qualité traitant du thème abordé ici, merci de compléter l'article en donnant les références utiles à sa vérifiabilité et en les liant à la section « Notes et références ».
Shawn Reaves (5 février 1978 à Monroe en Louisiane aux États-Unis - ) est un acteur américain.
Shawn Reaves vit actuellement à Los Angeles. Avant de devenir acteur, Shawn a étudié à l'Institut de théâtre Lee Strasberg. Il a été expressément sollicité pour jouer le rôle d'Harisson Davies, le frère de Tru Davies dans Tru Calling : Compte à rebours, une série télévisée de la 20th Century Fox Television.

## Filmographie

### Télévision
- 2003-2005 : Tru Calling : Compte à rebours (saison 1 et 2) : Harisson Davies
- 2006 : New York, unité spéciale (saison 7, épisode 13) : Daniel Hunter